# Joods monument (Groningen)

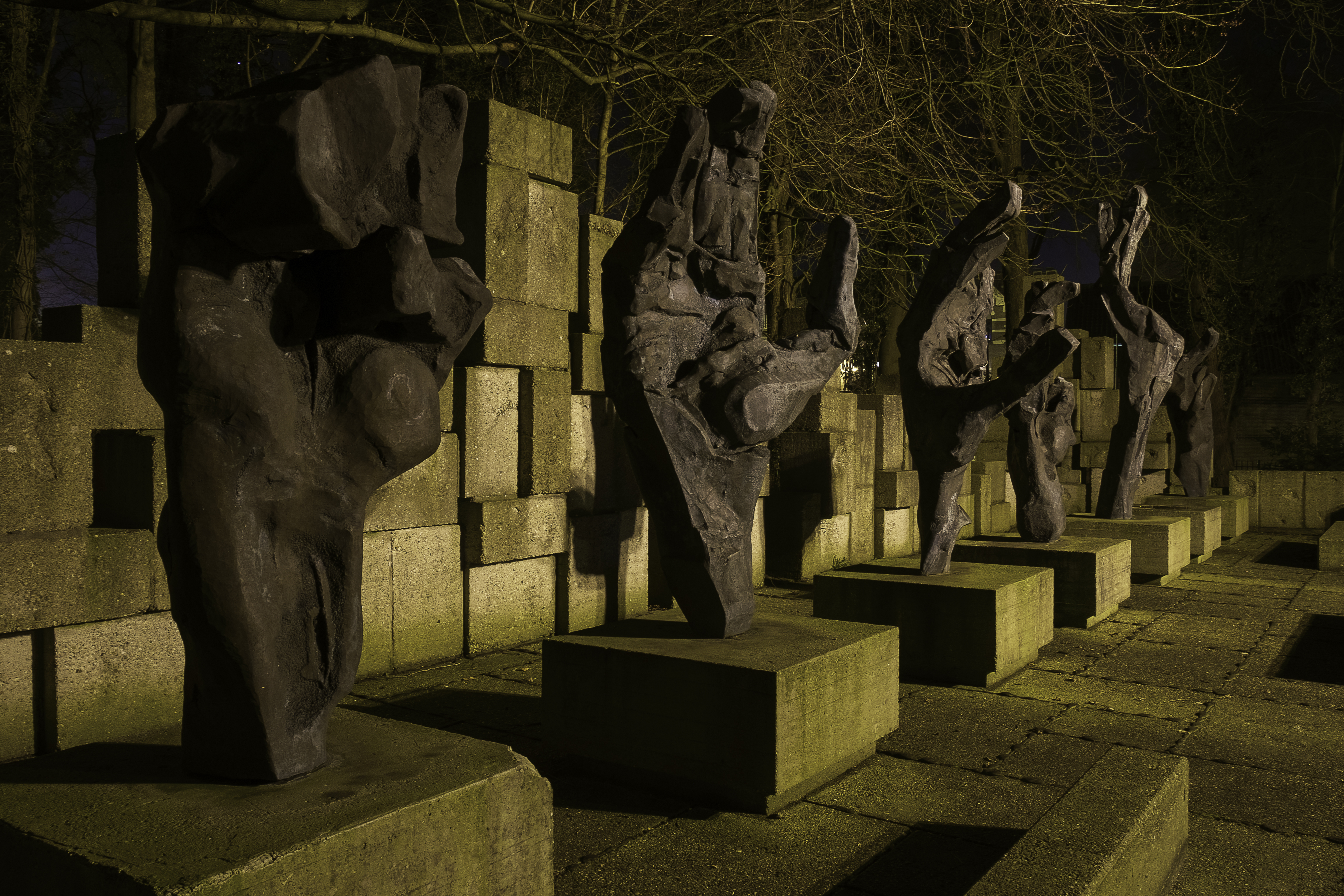
Joods Monument (2016)

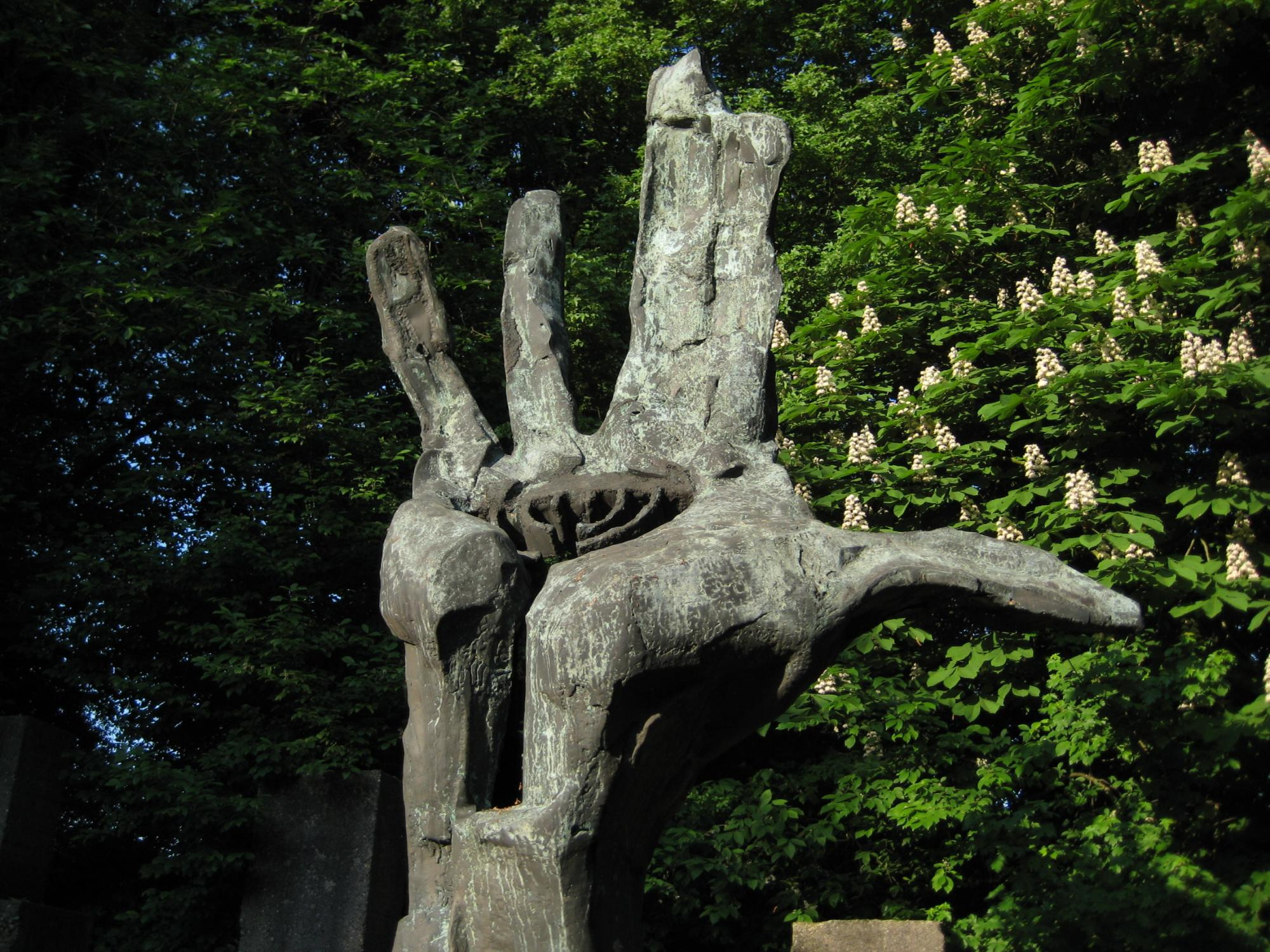
Joods Monument, detail (2008)

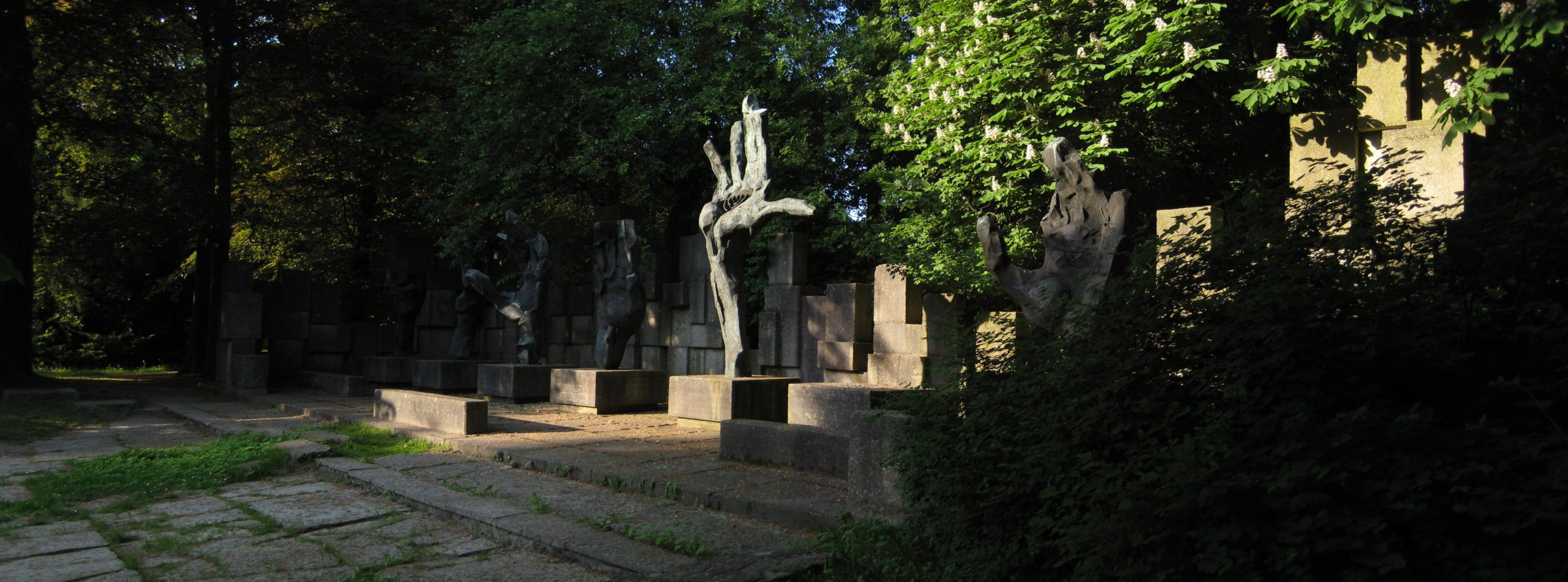
Joods Monument (2008)

Het Joods monument in de Nederlandse stad Groningen is een gedenkteken ter nagedachtenis van de in de Tweede Wereldoorlog omgekomen Joodse Groningers. Het staat aan de Hereweg naast het Sterrebos, op de plek waar tot 1970 een watertoren stond. Het monument heeft een lengte van 25 meter. Het onvoltooide monument is onlosmakelijk verbonden met zijn maker, de Pools-Groningse kunstenaar Edu Waskowsky. Een maquette van het kunstwerk werd in 1984 in het Israëlisch museum Yad Vashem geplaatst.

## Geschiedenis

### Aanleiding
Het eerste idee voor een algemeen Joods monument kwam van Nico Rost. In zijn boek De vrienden van mijn vader (1956) komt de zinsnede: niets herinnert meer aan hen (...) zelfs geen monument. Pas echt actueel belang kreeg Rosts oproep in 1967, toen hij ter gelegenheid van de naderende inontvangstname van de Culturele prijs van de provincie Groningen een interview gaf aan het Nieuwsblad van het Noorden. Hierin vroeg hij zich af:

Maar hoe zit dat nou in Groningen? Heeft men er nog iets aan gedaan? Een eerbewijs ter nagedachtenis van die drieduizend vermoorde medeburgers?"

Rost was hier vooral op gebeten omdat er nauwelijks nog gebouwen herinnerden aan de Joodse bevolkingsgroep in Groningen. De synagoge van Groningen was verworden tot een chemische wasserij en ververij en de voormalige woonbuurt rond de Folkingestraat raakte steeds meer in verval.
De boodschap werd nog sterker toen Rost stierf voordat de prijs officieel uitgereikt kon worden. Bij de prijsuitreiking herhaalde zijn weduwe Rosts woorden. Dit maatschappelijke gevoel kreeg verder vorm vooraf aan en tijdens de Israëlweek van 1968. Een groep Groningers besloot dat er een tastbare herinnering moest komen ter nagedachtenis van de 3000 in de Tweede Wereldoorlog weggevoerde en omgekomen Joodse Groningers.
Onder leiding van oud-burgemeester Jan Tuin werd een inzamelingsactie gehouden onder de bevolking door middel van een deurcollecte, die een bedrag van 65.000 gulden opleverde. Hierop werd het comité Joods Monument opgericht om handen en voeten aan het plan te kunnen geven. Op een bijeenkomst voor collectanten noemde Tuin het ontbreken van een monument een tekortkoming van de Groningers.
In 1969 kreeg de beeldhouwer Edu Waskowsky (zelf afkomstig uit een joods-Poolse familie) opdracht om het monument te maken. In het monument moest in elk geval een menora worden verwerkt. Waskowsky ontwierp zeven grote van messing gemaakte handen op sokkels voor een onregelmatig gebouwde muur, waarbij in de middelste hand een leegte in de vorm van een menora was weggespaard. Het was de bedoeling dat het beeld bij de dodenherdenking in 1970 zou worden onthuld.

### Bouw
Vooraf hadden het comité en de kunstenaar er niet echt over nagedacht of het bijeengebrachte bedrag wel voldoende zou zijn. Het maken van de handen volgens het door Waskowsky gekozen procedé bleek echter erg arbeidsintensief en al snel kreeg de kunstenaar daarom hulp van anderen en liepen de begrote kosten op tot 150.000 gulden, die bijeengebracht werden door stad, provincie en enkele fondsen. Al in september 1969 bleek echter dat ook dit bij lange na niet voldoende was.
Al snel bleek echter dat Waskowsky een eigenzinnig man was, die zich -bang als hij was voor het zich vastleggen aan papieren overeenkomsten- niet wilde binden aan een overeenkomst of begroting en geen opleverdatum wilde noemen. Dit bracht hem in conflict met het comité, dat trouwens bij het verlenen van de opdracht wist dat het langer kon gaan duren, omdat er geen gebruik kon worden gemaakt van lasmachines. Langzaam werd ook duidelijk dat de opdracht eigenlijk veel te groot voor hem was en hij het project zelf niet kon overzien. Toen Waskowsky twee handen klaar had, was duidelijk dat hij de streefdatum niet zou halen. Tijd en geld raakten op. In overleg met het comité en de vakbond kreeg hij hulp van Jan Goossen, de vergroter en lasser van de invloedrijke Amsterdamse kunstenaar Wessel Couzijn, maar wel met de eis dat het geheel in 1971 klaar moest zijn. Ondertussen werd het comité omgezet in een stichting.
Na een aantal maanden kwam de nieuwe stichting er echter achter dat het werk niet vorderde doordat Waskowsky en Goossen het niet eens werden over de manier van uitvoeren; Goossen zou volgens Waskowsky zijn aanwijzingen niet opvolgen. Het ging daarbij met name over de volgens Waskowsky te creatieve keuzes van Goossen bij het vergroten van het ruwe model, die de afwerking van het geheel volgens de inzichten van Waskowsky niet meer mogelijk maakten. In december 1970 zegde Waskowsky de samenwerking met Goossen op. Het was een veeg teken voor de onmogelijkheid van het kunstwerk voor Waskowsky: enerzijds had hij wel het technische vermogen om het te maken, maar de schaal van het project vereiste dat hij samen moest werken met anderen, hetgeen onmogelijk samenging met zijn eigenzinnige karakter.
De ontwikkelingen leidden ertoe dat de stichting in januari 1971 een kort geding aanspande tegen Waskowsky, hetgeen leidde tot een reeks aan juridische procedures. Het stichtingsbestuur won deze zaken keer op keer, maar door de vertrouwensbreuk en de door de stichting opgelegde beslaglegging op zijn machines was een verdere samenwerking onmogelijk. Het werk lag ondertussen twee jaar stil. Wethouder Max van den Berg stelde daarop een bemiddelingscommissie in onder leiding van kunsthistoricus Horst Gerson, museumbestuurder Gerrit Overdiep en kunstschilder Martin Tissing. Omdat de reeds als 'rauw' bekend staande Waskowsky tegenover de vrouw van Overdiep hem onheus zou hebben bejegend over de telefoon, stapte Overdiep echter al snel weer uit deze commissie.
Nadat in juni 1971 het hof in Leeuwarden in hoger beroep Waskowsky in het ongelijk had gesteld en Goossen net als eerder de lagere rechtbank in de gelegenheid stelde om zijn ontwerpen af te maken, nam een viertal Groninger kunstschilders het op voor Waskowsky. Ze stelden dat er inbreuk was gemaakt op de auteursrechten van Waskowsky omdat het ontwerp van Waskowsky sterk zou zijn aangepast door Goossen. Zij stelden dat de gemeente het project beter zelf kon overnemen. De gemeente Groningen besloot daarop om het half voltooide project dan maar over te nemen van de stichting om de bouw weer vlot te trekken. Waskowsky kreeg hierbij weer de vrije hand om zijn ontwerp af te maken, daarbij gebruikmakend van de Beeldende Kunstenaars Regeling. Ook trok de gemeente samen met het Rijk en de provincie opnieuw de buidel om de kosten die inmiddels opgelopen waren tot 320.000 te betalen. Daarnaast stelde de stad zich garant voor de kosten van de sokkel van 128.500 gulden, waardoor de kosten opliepen tot 580.000 gulden. 
Mede dankzij steun vanuit de BKR en met hulp van de beeldhouwer Hugo Hol kon Waskowsky begin 1973 weer aan de slag. Een begeleidingscommissie onder leiding van Horst Gerson, beeldhouwer Karl Pelgrom en architect Herman van Wissen ondersteunde hem daarbij. Waskowsky deed de door Goossen gemaakte aanpassingen weer teniet.
De locatie van het monument werd pas in de loop van 1974 bepaald: op de plek van de in 1970 afgebroken watertoren aan de Hereweg. In mei 1974 werd hier de sokkel en in januari 1975 de ommuring van 150 betonblokken geplaatst. Deze laatste was overigens niet geheel naar de zin van Waskowsky, omdat de verantwoordelijke gemeentelijke dienst aanpassingen had gedaan, waar Waskowsky het niet mee eens was. De eerste hand werd geplaatst op 10 februari 1975, gevolgd door nog twee in maart van dat jaar en op 10 september stonden er zes handen. Waskowsky had eerder een andere liggende hand die niet goed binnen het geheel paste weer van de sokkel gehaald en deze moest door de laatste hand worden vervangen. Het werk aan de laatste hand werd echter vertraagd doordat Waskowsky nu in conflict kwam met de uitvoeringsinstanties van de BKR. In augustus 1976 eiste hij meer geld alvorens verder te willen gaan. De kosten waren toen inmiddels opgelopen tot bijna 750.000 gulden.

### Na de dood van Waskowsky
Op 31 december 1976 overleed Waskowsky plotseling. De zevende hand was nog lang niet gereed bij zijn dood. In overleg met de initiatiefnemers en nabestaanden werd besloten de zevende sokkel leeg te laten omdat Waskowsky het nooit zou hebben geaccepteerd dat iemand anders zijn werk zou beïnvloeden. Zo verklaarde hij bij leven meermaals "Mocht er iets met mij gebeuren, iedereen blijft er met zijn poten af. Ik blaas het anders nog liever zelf op!" Hugo Hol wilde daarom ook niet meewerken aan het afmaken van deze hand.
Op 4 mei 1977 werd de beeldengroep aan de Hereweg in Groningen alsnog op sobere wijze onthuld. Aangezien Waskowsky's weduwe Japien niet aanwezig wilde zijn en niet wilde dat het monument officieel werd geopend, werd bij het monument aan het begin van de jaarlijkse stille tocht een krans gelegd. Deze kranslegging werd door de organiserende instanties dan maar als 'onthulling' gezien.

## Gedicht
Gerrit Krol schreef over dit gebeuren het volgende gedicht:
Geen lampen, maar kaarsen, zeven in aantal.
Niet de kaarsen, maar de kandelaar die ze omhoog houdt.
Niet ter ere van God, maar van het Joods Comité en de Raad van de Kunst.
Een zevenarmige kandelaar, 'zo een als er in Tel Aviv staat.'
Geen joodse kandelaar, maar juist de afwezigheid van een kandelaar.
Zoals ook de joden aan wie het kunstwerk gewijd is afwezig zijn, dat zou passend wezen.
De vinger die op de schouder tikt.
Waarom zeven, waarom niet zes.
Omdat zes niet gelijk is aan zeven.

## Afbeeldingen

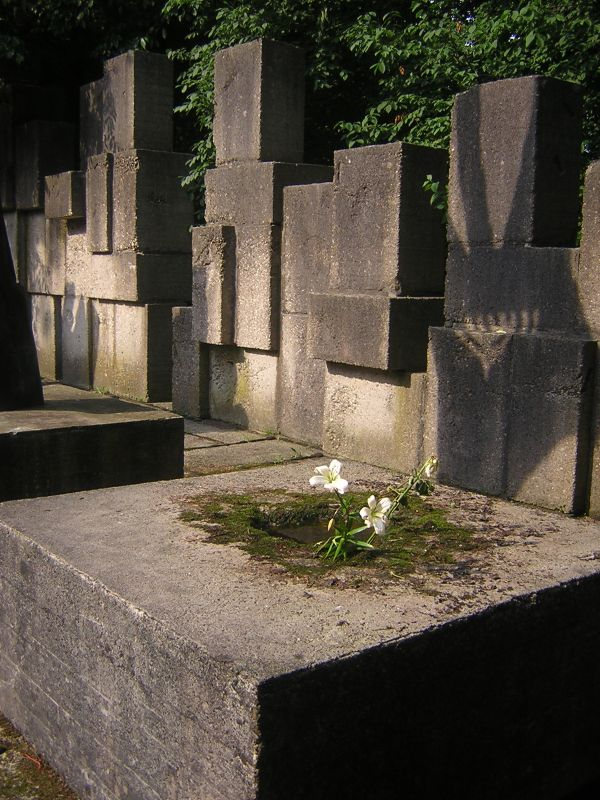
Bloemen op de leeggelaten sokkel (2005)
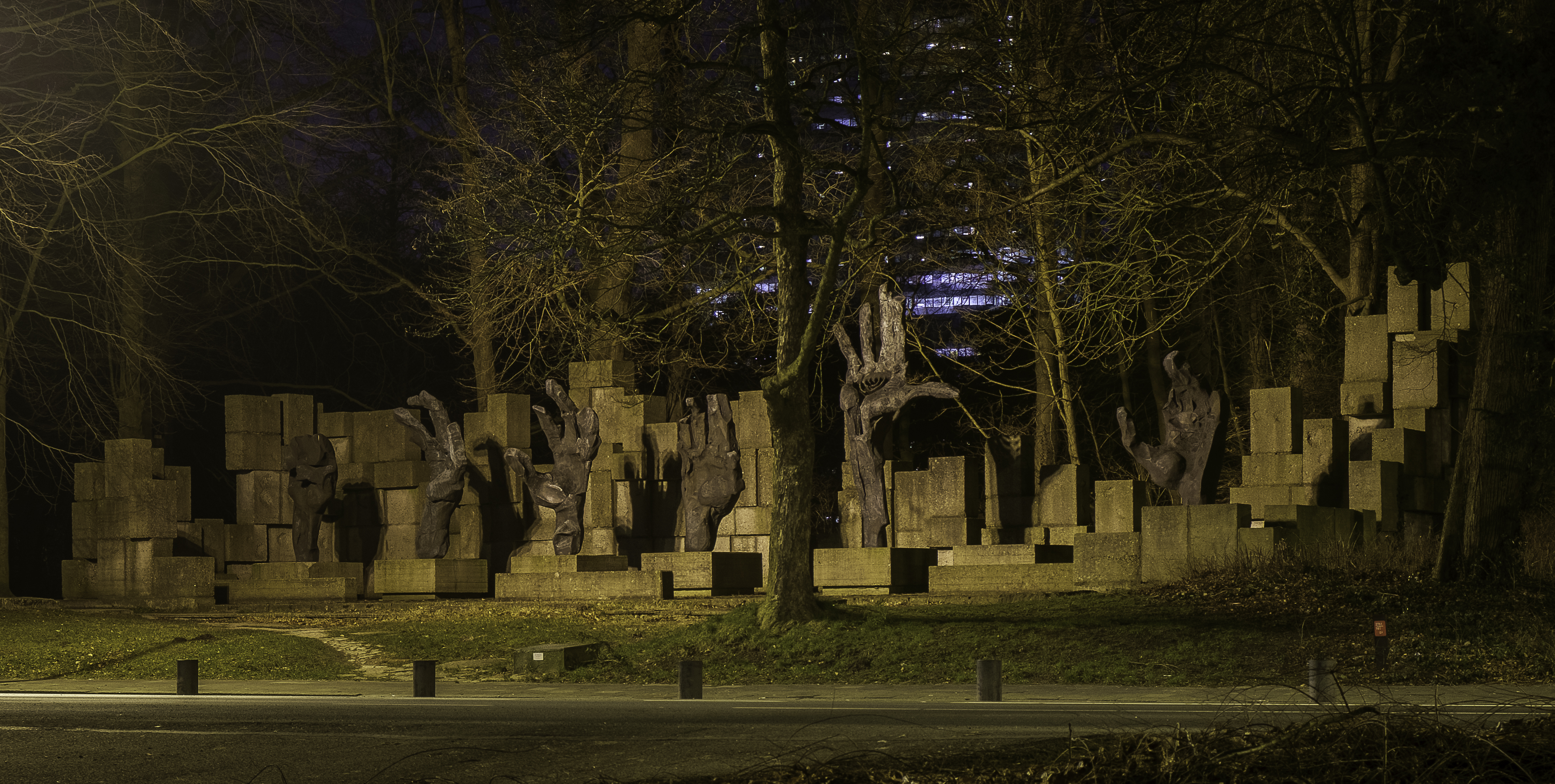
Vooraanzicht (2016)